# Hafız Mehmed

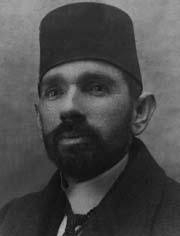
Hafız Mehmet (1920)

Hafız Mehmet Bey (* 1874 in Sürmene; † 13. Juni 1926 in Izmir) war ein osmanisch-türkischer Anwalt und Politiker. Er war Abgeordneter für Trabzon in der ersten Großen Nationalversammlung und vom 8. Februar 1921 bis zum 19. Mai 1921 Justizminister. Zuvor war er ab 1912 Mitglied der osmanischen Abgeordnetenkammer für Trabzon. Er war Mitglied der Besonderen Organisation (Teşkilât-ı Mahsusa).

## Völkermord an den Armeniern
Hafiz Mehmet konstatierte, dass er und andere örtliche Politiker in Trabzon von den systematischen Massakern an den Armeniern Bescheid wussten. Mehmet erklärte, dass die Polizei hauptsächlich durch die Besondere Organisation geführt wurde. Er protestierte wiederholt gegen die Entscheidung der örtlichen Regierung und vor allem gegen die Entscheidung des Gouverneurs Cemal Azmi, die Armenier im Schwarzen Meer zu ertränken. Mehmet protestierte auch gegen den Innenminister Talât Pascha, war jedoch wenig erfolgreich dabei. Er erklärte:

„Gott wird uns  bestrafen. Die Angelegenheit ist zu offensichtlich, um geleugnet zu werden. Ich war Zeuge der Armenier-Ereignisse in Ordu. Unter dem Vorwand, sie nach Samsun zu schicken, ließ der Mutasarrıf des Sandschaks die Armenier in Lastkähne einschiffen und über Bord werfen. Ich hörte, dass dies im gesamten Vilayet geschah.  Direkt nach meiner Rückkehr nach Istanbul war ich im Verfahren gegen sie nicht erfolgreich.“

## Attentatsversuch in Izmir
Wegen seines versuchten Attentats am türkischen Staatsgründer Mustafa Kemal Atatürk war er einer der 13 durch das Unabhängigkeitsgericht am 13. Juni 1926 zum Tode verurteilten Personen. Die Strafe wurde am nächsten Tag vollstreckt.